# 2020年歐洲歌唱大賽
2020年欧洲歌唱大赛（荷蘭語：Eurovisiesongfestival 2020）是计划中的第65届欧洲歌唱大赛。该比赛原计划于2020年5月在荷兰鹿特丹举行。此前，來自荷蘭的鄧肯·勞倫斯所演唱的歌曲《電子遊樂場》在以色列特拉维夫所舉辦的2019年歐洲歌唱大賽中奪得桂冠。此次本应该是荷兰第5次举办比赛，上一次是1980年歐洲歌唱大賽。這也是自2012年歐洲青少年歌唱大賽以来，该国首次计划举办的欧广联歌唱賽事。此届大赛本计划在阿霍伊体育馆里举行，包括分别在2020年5月12日及14日举行的两场半决赛和在5月16日举行的决赛。
41個國家原本确定參加本届比賽。在2019年歐洲歌唱大賽中缺席的保加利亚和烏克蘭原本将重返比赛，而匈牙利和黑山则放弃参赛。
因受到2019新型冠状病毒疫情的影响，欧广联於2020年3月18日宣布取消該届比赛。

## 主办地点
因为荷兰的代表鄧肯·勞倫斯赢得了2019年歐洲歌唱大賽，2020年欧洲歌唱大赛将是荷兰举办的第五次欧歌赛，之前荷兰曾在1958年、1970年、1976年和1980年举办过比赛。

### 比赛场馆
位于鹿特丹的阿霍伊体育馆是一个在1950年启用的会议中心和多功能的体育馆，现今规模是在1971年建成的。整个区域可容纳16,426位观众。它是每年举办诸如鹿特丹公开赛和鹿特丹六日赛等体育赛事的场馆。
阿霍伊体育馆是1997年和2016年MTV欧洲音乐大奖和2007年欧洲青少年歌唱大赛的举办场所。

#### 筹备工作
自荷兰在以色列特拉维夫赢得了2019年的欧歌赛后，2020年的大賽就立即從2019年5月19日开始筹备。歐洲廣播聯盟執行主管永·奧拉·桑向荷蘭參與的廣播公司AVROTROS遞交了一疊文件和一個帶有工具的USB驅動器，以開始舉辦下一場比賽所需的工作。AVROTROS與姐妹廣播公司荷兰广播联盟（NOS）及其母公共廣播組織荷蘭公共廣播系統（NPO）合作共同主辦此次大賽。

## 赛制

### 视觉设计
2019年10月24日公布了本届比赛的口号：“开放”（Open Up）。官方标识和商标在2019年11月28日揭露，该标识是“根据首次参赛顺序的41个2020年参赛国的国旗颜色的抽象代表”。

### 舞台设计
欧广联在2019年12月发布了此届大赛的舞台设计。该设计受到本届口号“开放”的启发，是典型的荷兰平坦的风景。设计师是德国舞台设计家弗洛里安·维德尔（Florian Wieder），以前他在2011、2012、2015、2017、2018和2019年为大赛设计过舞台。跟去年不同的是，这次演员休息室放在主要演出场所里面。

### 主持人

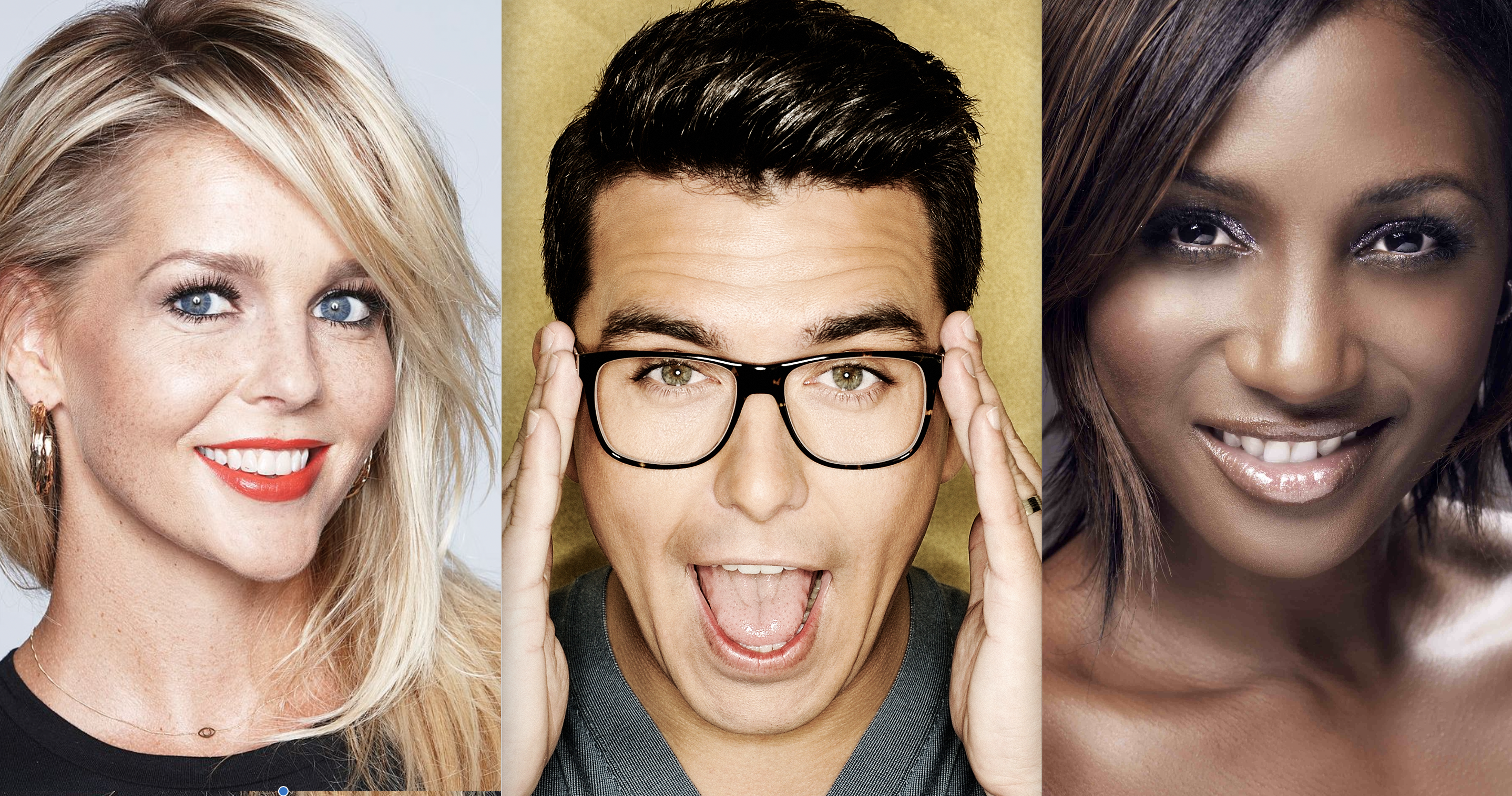
尚塔尔·扬岑、扬·斯米特和埃德西莉娅·龙布利

2019年12月4日荷兰公众广播宣布将由三个主持人来主持这三场比赛：演员及电视节目主持人尚塔尔·扬岑、歌手及欧歌赛荷兰评论员扬·斯米特、以及曾代表荷兰在1998年和2007年参赛的歌手埃德西莉娅·龙布利。妮基·德亚赫尔是在线视频的主持人。

## 参赛国家
欧广联在2019年11月13日宣布41个国家将参加本届赛事，2019年缺席的保加利亚和乌克兰将重返比赛，而匈牙利和黑山因财政缘故则退出本届比赛。

### 第一场半决赛
第一场半决赛本来计划在2020年5月12日举行。17个国家计划参加此场半决赛。这些国家加上德国、意大利及荷兰参与投票。
| 国家       | 歌手             | 歌曲 | 演唱语言                                       |
| 上半场     | 上半场           | 上半场 | 上半场                                         |
| ---------- | ---------------- | --- | ---------------------------------------------- |
|            | 蒙泰涅           | 《別讓我崩潰》 "Don't Break Me"                                                                             | 英语                                           |
| 白俄羅斯   | VAL              | 《查查看》 "Da vidna" ([Да вiдна] 错误：{{Transl}}：拉丁字母轉寫第 1 個字元「Д」不是拉丁字母。（帮助）)     | 白俄罗斯语                                     |
| 愛爾蘭     | 蕾絲·里蘿依      | 《我一生的故事》 "Story of My Life"                                                                         | 英语                                           |
| 立陶宛     | 羅普合唱團       | 《慾火中燒》 "On Fire"                                                                                      | 英语                                           |
| 北馬其頓   | 瓦西爾           | 《你》 "You"                                                                                                | 英语                                           |
| 俄羅斯     | 有點大           | 《一》 "Uno"                                                                                                | 英语、西班牙语                                 |
| 斯洛維尼亞 | 安娜·索克利奇    | 《水》 "Voda"                                                                                               | 斯洛文尼亚语                                   |
| 瑞典       | 媽媽三人組       | 《翻山越嶺》 "Move"                                                                                         | 英语                                           |
| 下半场     |                  | |                                                |
|            | 芬迪             | 《埃及豔后》 "Cleopatra"                                                                                    | 英语、日语                                     |
| 比利时     | 靡靡之音樂團     | 《放開我》 "Release Me"                                                                                     | 英语                                           |
|            | 達米爾·基德佐    | 《狂風暴雨》 "Divlji vjetre"                                                                                | 克罗地亚语                                     |
| 賽普勒斯   | 桑德羅           | 《逃跑》 "Running"                                                                                          | 英语                                           |
| 以色列     | 伊登·艾琳        | 《愛上我的心》 "Feker Libi" ([ፍቅር ልቤ] 错误：{{Transl}}：拉丁字母轉寫第 1 個字元「ፍ」不是拉丁字母。（帮助）) | 英语、阿姆哈拉语、希伯来语、阿拉伯语、人工語言 |
| 馬爾他     | 真命天女楚昆耶爾 | 《我所有的摯愛》 "All of My Love"                                                                           | 英语                                           |
| 挪威       | 烏爾里克         | 《注意》 "Attention"                                                                                        | 英语                                           |
| 羅馬尼亞   | 羅克森           | 《把你灌醉》 "Alcohol You"                                                                                  | 英语                                           |
| 乌克兰     | Go_A             | 《夜鶯》 "Solovey" ([Соловей] 错误：{{Transl}}：拉丁字母轉寫第 1 個字元「С」不是拉丁字母。（帮助）)         | 乌克兰语                                       |

### 第二场半决赛
第二场半决赛本来计划在2020年5月14日举行。18个国家计划参加此场半决赛。这些国家加上法国、西班牙和英国参与投票。
| 国家       | 歌手                | 歌曲                                   | 演唱语言                             |
| 上半场     | 上半场              | 上半场                                 | 上半场                               |
| ---------- | ------------------- | -------------------------------------- | ------------------------------------ |
| 奥地利     | 樊尚·布埃諾         | 《活下去》 "Alive"                     | 英语                                 |
| 捷克       | 班尼·克里斯托       | 《克瑪瑪》 "Kemama"                    | 英语                                 |
| 爱沙尼亚   | 烏庫·蘇維斯特       | 《愛是什麼》 "What Love Is"            | 英语                                 |
| 希腊       | 史蒂芬妮婭          | 《超級女孩》 "Supergirl"               | 英语                                 |
| 冰島       | 多瑞·弗萊爾         | 《心想事情》 "Think About Things"      | 英语                                 |
| 摩尔多瓦   | 娜塔莉亞·戈爾迪安科 | 《一個人》 "Prison"                    | 英语                                 |
| 波蘭       | 艾莉莎              | 《帝國》 "Empires"                     | 英语                                 |
| 圣马力诺   | 森希特              | 《怪誕》 "Freaky!"                     | 英语                                 |
| 塞爾維亞   | 颶風三姊妹          | 《再會了》 "Hasta la vista"            | 塞尔维亚语、西班牙语                 |
| 下半场     |                     |                                        |                                      |
| 阿尔巴尼亚 | 阿爾巴妮亞·阿拉     | 《從天而降》 "Fall from the Sky"       | 英语                                 |
| 亞美尼亞   | 雅典娜·馬努基安     | 《鎖鏈身上的你》 "Chains on You"       | 英语                                 |
| 保加利亚   | 維多利亞            | 《眼淚漸漸甦醒》 "Tears Getting Sober" | 英语                                 |
| 丹麦       | 班與丹              | 《是》 "Yes"                           | 英语                                 |
| 芬兰       | 阿克塞爾            | 《回頭是岸》 "Looking Back"            | 英语                                 |
|            | 托尼克·基皮亞尼     | 《照我的樣子來》 "Take Me as I Am"     | 英语、法语、德语、意大利语、西班牙语 |
| 拉脫維亞   | 薩曼塔·蒂娜         | 《持續著呼吸》 "Still Breathing"       | 英语                                 |
| 葡萄牙     | 埃莉薩              | 《感到恐懼》 "Medo de sentir"          | 葡萄牙语                             |
| 瑞士       | 喬恩的眼淚          | 《回答我》 "Répondez-moi"              | 法语                                 |

### 决赛
决赛原本计划在2020年5月16日举行。26个国家参加决赛，这些国家是主办国、五大国和两场半决赛中个各自前十名。所有41个参赛国参与投票。
| 演唱顺序 | 国家   | 歌手          | 歌曲                                | 演唱语言   |
| -------- | ------ | ------------- | ----------------------------------- | ---------- |
| 23       | 荷蘭   | 讓居·馬克羅伊 | 《成長》"Grow"                      | 英语       |
|          | 法國   | 湯姆・里伯    | 《我是最棒的》 "The Best in Me"     | 法语、英语 |
|          | 德国   | 班傑明·多利奇 | 《暴力的事情》 "Violent Thing"      | 英语       |
|          | 義大利 | 迪奧達托      | 《製造噪音》 "Fai rumore"           | 意大利语   |
|          | 西班牙 | 布拉斯·坎托   | 《浩瀚宇宙》 "Universo"             | 西班牙语   |
|          | 英国   | 詹姆斯·紐曼   | 《我最後的喘息聲》 "My Last Breath" | 英语       |

## 其他國家
潛在參加歐洲歌唱大賽的資格要求擁有有效歐洲廣播聯盟成員資格的國家廣播公司能夠通過歐洲歌唱大賽廣播比賽。歐洲廣播聯盟向所有活躍成員國發出了參加比賽的邀請。準成員國澳洲不需要邀請參加2020年的比賽，因為它之前已獲准至少在2023年之前參加。

### 歐洲廣播聯盟成員
- 安道尔－2019年3月，安道爾廣播電視公司（RTVA）表示，他們願意與加泰隆尼亞電視台（TVC）合作參加未來的比賽。當安道爾於2004年首次亮相時，兩家廣播公司之前曾合作過。[15]2019年5月，安道爾廣播電視公司確認他們不會參加2020年的比賽。[16]2019年11月，安道爾執政黨（安道爾民主黨（英语：Democrats for Andorra））表示，安道爾廣播電視公司最終將重返比賽，成本評估是先決條件。安道爾上一次參加是在2009年，此後該廣播公司因財務問題沒有參加。[17]
- －2018年12月，波士尼亞與赫塞哥維納廣播電視台（BHRT）的一名高管萊拉·巴博維奇（Lejla Babović）表示，重返賽場是電視台的首要目標，但他們的財務狀況也讓他們很難在2020年重返賽場。[18]2019年7月，廣播電視台證實，由於公司欠該組織的未償債務，歐廣聯對其實施制裁，因此他們無法返回。波士尼亞與赫塞哥維納上次參加是在2016年。[19]
- 匈牙利－2019年10月，匈牙利媒體服務和支持信託公司（英语：MTVA (Hungary)）（MTVA）表示，自2012年以來一直作為國家選拔程序的《A Dal（英语：A Dal）》將不會用於選擇匈牙利參加2020年的比賽，而不是專注於歐洲歌唱大賽，《A Dal》的創造者想更專注於支持匈牙利流行音樂。 [20]歐廣聯發布了完整的參與者名單，證實了匈牙利的缺席。[21]匈牙利和媒體公司領導層的反LGBTQ+情緒高漲，導致不參與。雖然媒體公司沒有給出不參加的官方理由，但與網站「Index.hu」交談的內部消息人士表示，媒體公司認為這場比賽“太娘了”，拒絕參加。[22]這後來被媒體公司否認。 [23]
- 盧森堡－由於盧森堡自1993年以來就沒有參加過比賽，因此越來越多的人要求他們在2019年之前重返賽場。 2019年5月，為盧森堡贏得1973年比賽的安妮-瑪麗·大衛（英语：Anne-Marie David,）呼籲國家重返賽場，而要求盧森堡人重返比賽的粉絲請願書已發送至盧森堡廣播電視集團旗下的RTL盧森堡電視頻道（RTL Télé Lëtzebuerg）和盧森堡眾議院。前幾年，盧森堡電視頻道曾表示，由於財務問題以及小國無法在現代歐洲歌唱大賽賽事中取得成功的信念，他們不會重返比賽。[24]2019年6月，眾議院提出了自己的請願書，並在2019年8月1日之前接受了簽名。[25]2019年7月，電視頻道表示，他們不會參加2020年的比賽，因為比賽將給電視頻道帶來財政壓力，因為他們關注的是新聞內容，而不是音樂和娛樂。[26]
- 摩納哥－摩納哥廣播公司蒙地卡羅電視台（TMC）於2019年8月證實，將不參加2020年的比賽。摩納哥上一次參加是在2006年。[27]
- 蒙特內哥羅－蒙特內哥羅廣播電視台（RTCG）已於2019年9月確認其初步參與。[28]然而，該廣播公司於11月通知網站「ESCToday」，其將無法參加2020年的比賽。[29]廣播公司的總幹事博日達爾·舒迪奇（Božidar Šundić）對這一聲明提出質疑，稱廣播公司理事會尚未就參與做出決定。[30]蒙特內哥羅沒有出現在最終的參與者名單中，廣播公司後來表示，由於“結果不大”和財務問題，他們決定不參加。[31]原本用於比賽參與費的錢被分配用於購買新車供廣播公司工作人員使用。[32]歐廣聯發布了完整的參與者名單，證實了蒙特內哥羅不參加。[21]
- 斯洛伐克－2019年6月，斯洛伐克廣播電視（RTVS）證實，由於斯洛伐克公眾缺乏興趣，將不會參加2020年的比賽。斯洛伐克上一次參加是在2012年。[33]
- 土耳其－2019年9月，歐廣聯表示土耳其廣播電視公司（TRT）尚未報名參加2020年比賽。土耳其上一次參加是在2012年。[34]

### 準會員國
- －2018年11月，大賽執行主管永·奧拉·桑（英语：Jon Ola Sand）表示，哈薩克參加大賽需要大賽參考組討論。哈薩克通過其歐廣聯準會員哈巴爾電視台之前曾被該比賽的參考小組邀請參加歐洲青少年歌唱大賽，但這不會影響他們參加主要比賽。[35]歐廣聯在2019年9月表示，他們無意邀請哈薩克斯坦參加 2020 年的比賽。[36]

### 非歐洲廣播聯盟成員
- 科索沃－2018年6月，時任科索沃廣播電視台（RTK）的總經理 Mentor Shala 表示，該廣播公司仍在推動成為歐廣聯的正式成員，並希望在2020年的比賽中首次亮相。[37]2019年6月，在歐廣聯第82屆大會上，歐廣聯成員投票反對取消國際電信聯盟（ITU）成員資格作為加入歐廣聯的要求，因此科索沃廣播電視台無法及時加入歐廣聯及2020年比賽。[38]
- 列支敦斯登－列支敦斯登公共電視台（1 FL TV）證實，他們已排除在2020年比賽中亮相的可能性。該廣播公司過去曾試圖成為歐廣聯成員，但由於其董事彼得·科爾貝爾（Peter Kölbel）意外去世，該廣播公司停止了其計畫。它還需要列支敦士登政府的支持，才能承擔成為歐廣聯成員的費用，並支付比賽的參與費。

## 比賽取消
因受到2019新型冠状病毒疫情的影响，欧洲广播联盟於2020年3月18日宣布取消該届比赛。

### 替代活動
因為比賽取消的緣故，歐洲廣播聯盟已決定自4月4日起，播放歐洲居家演唱會（Eurovision Home Concerts），只要在推特投下你最喜歡的歌曲，高票者就能夠在下一集播放出。
此外，為了紀念因代表國家參賽卻因疫情而取消的的參賽者，因此以新型節目「歐洲歌唱大賽：閃耀歐洲」替代原歌唱比賽節目。